# Rhacophorus viridis
Rhacophorus viridis és una espècie de granota de la família dels racofòrids. Es troba a divserses illes del sud del Japó. La subespècie Rhacophorus viridis viridis viu a les illes d'Okinawajima, Iheyajima, Kumejima i la subespècie Rhacophorus viridis amamiensis a les illes d'Amamioshima, Tokunoshima, Kakeromajima, Ukejima i Yorojima.
Habita en boscos prop d'arrossars i aiguamolls, on es reprodueixen i es desenvolupen les larves. És una espècie comuna, les seves poblacions es mantenen estables i no té cap amenaça destacable.